# Billy Stockman Tjapaltjarri
Billy Stockman Tjapaltjarri (* 1927 oder 1925 bei Ilpitirri nahe Mount Denison; † Anfang September 2015 bei Papunya) war ein Aborigine vom Stamm der Anmatyerre und ein bekannter Maler Australiens im Kulturraum der Western Desert des Künstlerorts Papunya.

## Leben
Seine Mutter wurde während des Coniston-Massakers im Jahre 1928 getötet. Er überlebte, weil ihn seine Mutter in einem Coolamon, einer Tragetasche, versteckte und sein Vater, der auf der Jagd war, ihn später dort fand. Er wuchs in Napperby Station bei der Schwester seiner Mutter in der Verwandtschaft von Clifford Possum Tjapaltjarri, einem der erfolgreichsten Maler des Dot-Paintings (Punktmalerei), auf. In den 1960er Jahren arbeitete er zunächst als Viehtreiber und später als Koch in der Künstlersiedlung Papunya. Er lebte mit seiner Frau Intinika, mit der er zwei Söhne und Töchter hatte.

## Werk
Seine Karriere als Künstler begann er als Schnitzer von Holztieren. Er wurde ein Maler der ersten Generation von Papunya, als er 1971 zusammen mit anderen Künstlern auf Anregung des Kunstlehrers Geoffrey Bardon das Honigtopfameisen-Wandgemälde, ein Werk mit Themen der Traumzeit der Honigameisen, an den Mauern des Schulgebäudes von Papunya schuf. 1972 war er Mitbegründer der Künstlerorganisation Papunya Tula Ltd und von 1976 bis 1977 ihr Vorsitzender. Er malte bis in die 1990er Jahre.
1988 stellte er seine Bilder auf der Ausstellung Art of Aboriginal Australia in New York aus. Weitere Ausstellungen folgten in Papua-Neuguinea, in Neuseeland und anlässlich des All Black Festival in Südafrika. Er lebte und malte in Papunya oder in Ilili nahe bei Papunya. Seine Bilder sind in zahlreichen Sammlungen weltweit vertreten.

## Sonstiges
Über sein Schicksal als Überlebender des Coniston-Massakers schrieb er ein Buch: The Tjulkurra: Billy Stockman Tjapaltjarri.